# 主体思想派
主体思想派（しゅたいしそうは／チュチェしそうは）とは、北朝鮮の体制的イデオロギー・革命理論である主体思想を受容・墨守するグループまたは勢力のこと。従北極左集団。ふつう縮約形の主思派 (チュサパ) という名で呼ばれる。
かつての韓国の左派は脱民族主義と脱資本主義の価値を掲げ、北朝鮮に批判的な民衆民主（PD）路線が主流で主体思想派は傍流だったが、主体思想を支持する反米自主化反ファッショ民主化闘争委員会（自民闘）が全国大学生代表者協議会（全大協）の執行部を掌握して以降は韓国左派組織の主流となった。米韓同盟解消や反米デモを度々主導する民族解放（NL）系や従北のことである。
主体思想派が公然と登場したのは、1987年の民主化宣言以後である。当時の学生運動は、主体思想を支持する反米自主化反ファッショ民主化闘争委員会（自民闘）と、主体思想を批判する反米反ファッショ・民族解放闘争委員会（民民闘）に分かれて闘われた。そうして、自民闘は、全国大学生代表者協議会（全大協）の執行部を掌握し、1989年に平壌で行なわれた第13回世界青年学生祭典にベルリン経由で林秀卿を代表として送るなど、親北路線を推進した。学生運動は、その後も離合集散を繰り返し、韓国大学総学生会連合（韓総連）を結成したが、国家保安法を適用された。その後も、全国教職員労働組合所属の教員が、教室で朝鮮民主主義人民共和国の先軍政治を称賛するなどの行動が見られている。2000年に様々な左派勢力の連合体として民主労働党（民労党）が結成されると、主思派は集団入党して多数派を形成し執行部を掌握するに至った。多数派を背景とした主思派執行部の強引な組織運営は、他グループから強い反発を招く結果となり、2008年に沈相奵や魯会燦など主思派に批判的なグループの離党と新党結成（進歩新党）を招く結果となった。
2011年12月に民労党や進歩新党離党派などによって結成された統合進歩党においても主導権を掌握しており、翌2012年4月の総選挙直後に発覚した比例代表候補予備選不正事件の首謀者とされる京畿東部連合も主思派組織と見なされている。